# Christian Friedrich Stölzel
Christian Friedrich Stölzel (* 12. August 1751 in Dresden; † 23. November 1816 ebenda) war ein deutscher Kupferstecher und Bildniszeichner.

## Familie
Christian Friedrich Stölzel entstammte der weit verzweigten Familie Stölzel mit dem Ahnherrn Kaspar Stölzel, die ursprünglich aus Pöhla im Erzgebirge stammt. Zur Familie gehören auch der Kapellmeister Gottfried Heinrich Stölzel (1690–1749), der Musiker Heinrich Stölzel (1777–1844), der Chemiker Carl Stölzel (1826–1896) und der Rechts- und Geschichtswissenschaftler Adolf Stölzel (1831–1919), alle aus dem Gothaer Stamm.
Stölzel war der Sohn des Dresdner Kauf- und Handelsherren Christian Samuel Stölzel (1710–1783) Stölzel war mit Johanna Friederika Stölzel (1764–1841) verheiratet. Der gemeinsame Sohn des Paares war auch zugleich ein Schüler seines Vaters:
- Christian Ernst Stölzel (1792–1837), Maler, Radierer und Kupferstecher.[3][4]

Das Paar hatte noch mindestens einen weiteren Sohn und eine Tochter, die Stölzel ebenfalls unterrichtete.

## Leben und Wirken
Stölzel erlernte das Zeichnen bei Johann Eleazar Schenau und die Kunst des Radierens und Stechens bei Giuseppe Canale (1725–1802, seit 1751 als Professor für Kupferstechkunst an der Akademie tätig). Er war zwischen 1765 und 1771 Schüler an der Dresdner Akademie, deren Mitglied er 1779 wurde. Er bildete dort mehrere Schüler aus. Seit 1779 war er als Kupferstichlehrer und Hofkupferstecher tätig und fertigte ab 1791 unter anderem Buchillustrationen, insbesondere nach Schenau und Johann David Schubert. Eine Illustration befindet sich in Christian Gotthilf Salzmanns Buch Der Himmel auf Erden, das 1798 in der 2. Auflage erschien.
1797 wohnte Stölzel im Haus des Appellationsgerichtskopisten Gottlieb Immanuel Plarr am Dresdner Obergraben, wo er als Kupferstecher, Zeichner in Porträts und Geschichte sowie als Mitglied der kurfürstlichen Kunstakademie erwähnt wird. Zwei Jahre später wohnte er in der Großen Meißner Gasse in der Dresdner Neustadt. Zuletzt hatte Stölzel das Prädikat eines außerordentlichen Professors an der Dresdner Kunstakademie.
Kupferstiche (Auswahl)

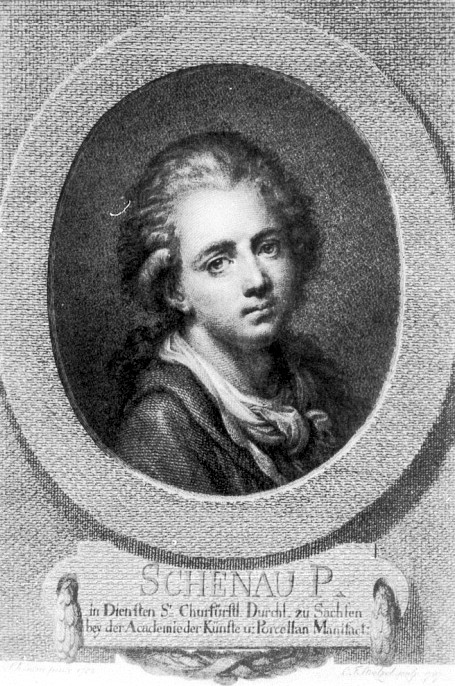
Johann Eleazar Schenau 1787

- Christus am Kreuze zwischen den Schächern (nach einem Altarbild von Schenau in der Kreuzkirche in Dresden)
- Die heilige Magdalena (nach G. Reni)
- La bonne Aveuture (eine Wahrsagerin prophezeit einem jungen Mädchen aus der Hand, nach Pesne)
- 1784: Nathan der Weise, oder der Gelehrte bei Tische sitzend (Allegorie auf die Wohltätigkeit der Dresdner Freimaurer bei der Teuerung von 1772, nach Pesne)
- 1774: Le petit graveur (ein Knabe mit Crayon und Stichel, nach Schenau)
- 1780: Büste E. Schönau, Dirkctor der Dresdner Akademie (nach Vogel)
- 1780: Bildnis des Malers und Zeichners Christian Leberecht Vogel (nach einem Selbstbildnis)[13]
- 1794: Graf Ignaz Accaramboni (nach Schmidt)